# Slagvolym

Slagvolym

Slagvolym är den volym som ryms i en förbränningsmotors eller kolvpumps cylinder mellan kolvens övre och nedre vändläge, det vill säga cylinderns tvärsnittsarea gånger slaglängd. Slagvolymen mäts oftast i liter ({\displaystyle {dm}^{3}} eller l) eller, för mindre motorer, i kubikcentimeter ({\displaystyle {cm}^{3}}) eller cc eller ccm från engelska cubic centimetres. I USA angavs tidigare slagvolym oftast i kubiktum.
En motors slagvolym är summan av alla cylindrarnas slagvolymer och anges i specifikationen för motorn. I dagligt tal används ofta felaktigt ordet cylindervolym för detta mått. I cylindervolymen ingår både slagvolymen och förbränningsrummens volym.
{\displaystyle V_{s}={\frac {d^{2}\pi }{4}}Sn}
Vs = slagvolym
S = slaglängd
d = cylinderdiameter
n = antal cylindrar
Cylindervolymen betecknas V.
V = Vs + Vk
Vs = slagvolym
Vk = kompressionsvolym
För bilmotorer brukar cylindervolymen anges i liter, medan den för motorcykelmotorer och andra mindre motorer oftast anges i kubikcentimeter. Amerikanska motorer anges ofta i kubiktum.